# Labour of Love III
Labour of Love III è il dodicesimo album in studio (il terzo di cover) del gruppo reggae britannico UB40, pubblicato nel 1998.

## Tracce
1. Holly Holy (Neil Diamond)
2. It's My Delight (The Melodians)
3. Come Back Darling (Johnny Osbourne)
4. Never Let You Go (Slim Smith)
5. Soul Rebel (Bob Marley)
6. My Best Girl (The Paragons)
7. Good Ambition (The Ethiopians)
8. The Train Is Coming
9. Blood and Fire (Niney the Observer)
10. Mr. Fix It (Winston Francis)
11. Stay a Little Bit Longer (Delano Stewart)
12. Someone Like You
13. The Time Has Come (Slim Smith)
14. Crying Over You (Ken Boothe)
15. Legalize It (Peter Tosh) + Brahm's Lullaby (traccia nascosta)